# The World We Live In and Live in Hamburg
The World We Live In and Live in Hamburg je videozáznam britské hudební skupiny Depeche Mode z roku 1985, zachycující téměř úplný koncert skupiny 9. prosince 1984 v Hamburku počas turné na podporu jejího čtvrtého studiového alba, Some Great Reward. Režíroval ho Clive Richardson.